# Eleições presidenciais de Portugal
Em Portugal, as eleições presidenciais, também designadas de eleições para o Presidente da República são as eleições que elegem o Presidente da República, o poder moderador e (parcialmente) executivo e o chefe de Estado de Portugal, para um mandato de cinco anos. O Presidente é eleito com maioria absoluta, sendo o único tipo de eleição portuguesa que pode ter uma segunda volta. A eleição é feita por voto pessoal, direto, presencial, secreto e universal de todos os cidadãos recenseados em Portugal.
Segue-se uma lista de eleições para o cargo de Presidente da República Portuguesa.

## Primeira República)
De acordo com a Constituição, o Presidente da República era eleito pelo Congresso da República. Esta forma de eleição ocorreu em 1911, Maio de 1915, Agosto de 1915, Dezembro de 1918, 1919, 1923 e 1925. A única eleição directa ocorreu durante o governo de Sidónio Pais, em Abril de 1918, durante a qual se suspendeu a lei eleitoral constitucional por decreto.

## Estado Novo
1928 • 1935 • 1942 • 1949 • 1951 • 1958 • 1965 • 1972
De acordo com a Constituição de 1933, o Presidente da República era eleito por sufrágio direto, mas não universal. Ainda assim, determinados requisitos restringiam significativamente o número de cidadãos com direito de voto. Analfabetos, de menores rendimentos, mulheres, oposicionistas, etc eram excluídos dos cadernos eleitorais. Dependendo do ano, apenas metade ou um terço da população estava recenseada.
Na sequência da eleição presidencial de 1958, foi realizada uma revisão constitucional em 1959, que alterou o modo de eleição do Presidente para um sistema indireto, passando este a ser escolhido pela Assembleia Nacional, pela Câmara Corporativa e pelos órgãos municipais . Este modelo foi aplicado nas eleições de 1965 e 1972.

## Democracia
1976 • 1980 • 1986 • 1991 • 1996 • 2001 • 2006 • 2011 • 2016 • 2021 • 2026

### 1976
| Partido                                        | Candidato | Candidato | Candidato                 | Votos     | %     |  |
| ---------------------------------------------- | --------- | --------- | ------------------------- | --------- | ----- |  |
| Independente (apoiado por PS, PPD, CDS e MRPP) |           |           | António Ramalho Eanes     | 2 967 137 | 61,59 |  |
| Independente (apoiado por UDP, MES, FSP e PRP) |           |           | Otelo Saraiva de Carvalho | 792 760   | 16,46 |  |
| Independente                                   |           |           | José Pinheiro de Azevedo  | 692 147   | 14,37 |  |
| PCP                                            |           |           | Octávio Pato              | 365 586   | 7,59  |  |

### 1980
| Partido                                        | Candidato | Candidato | Candidato                 | Votos     | %     |  |
| ---------------------------------------------- | --------- | --------- | ------------------------- | --------- | ----- |  |
| Independente (apoiado por PS, PCP e PCTP/MRPP) |           |           | António Ramalho Eanes     | 3 262 520 | 56,44 |  |
| Aliança Democrática (PPD/PSD, CDS e PPM)       |           |           | António Soares Carneiro   | 2 325 481 | 40,23 |  |
| FUP (apoiado por UDP e MES)                    |           |           | Otelo Saraiva de Carvalho | 85 896    | 1,49  |  |
| Independente                                   |           |           | Carlos Galvão de Melo     | 48 468    | 0,84  |  |
| Independente                                   |           |           | António Pires Veloso      | 45 132    | 0,78  |  |
| POUS                                           |           |           | António Aires Rodrigues   | 12 745    | 0,22  |  |

### 1986

#### 1.ª volta
| Partido                         | Candidato | Candidato | Candidato                   | Votos     | %     |  |
| ------------------------------- | --------- | --------- | --------------------------- | --------- | ----- |  |
| CDS (apoiado por PPD/PSD e PDC) |           |           | Diogo Freitas do Amaral     | 2 629 597 | 46,31 |  |
| PS                              |           |           | Mário Soares                | 1 443 683 | 25,43 |  |
| PRD (apoiado por PCP e MDP/CDE) |           |           | Francisco Salgado Zenha     | 1 185 867 | 20,88 |  |
| Independente (apoiada pela UDP) |           |           | Maria de Lourdes Pintasilgo | 418 961   | 7,38  |  |

#### 2.ª volta
| Partido                         | Candidato | Candidato | Candidato               | Votos     | %     |  |
| ------------------------------- | --------- | --------- | ----------------------- | --------- | ----- |  |
| PS                              |           |           | Mário Soares            | 3 010 756 | 51,18 |  |
| CDS (apoiado por PPD/PSD e PDC) |           |           | Diogo Freitas do Amaral | 2 872 064 | 48,82 |  |

### 1991
| Partido                   | Candidato | Candidato | Candidato        | Votos     | %     |  |
| ------------------------- | --------- | --------- | ---------------- | --------- | ----- |  |
| PS (apoiado pelo PPD/PSD) |           |           | Mário Soares     | 3 459 521 | 70,35 |  |
| CDS (apoiado pelo PPM)    |           |           | Basílio Horta    | 696 379   | 14,16 |  |
| PCP                       |           |           | Carlos Carvalhas | 635 373   | 12,92 |  |
| UDP (apoiado pelo PC(R))  |           |           | Carlos Marques   | 126 581   | 2,57  |  |

### 1996
| Partido                         | Candidato | Candidato | Candidato           | Votos     | %     |  |
| ------------------------------- | --------- | --------- | ------------------- | --------- | ----- |  |
| PS (apoiado por PCP, PEV e UDP) |           |           | Jorge Sampaio       | 3 035 056 | 53,91 |  |
| PPD/PSD (apoiado pelo CDS-PP)   |           |           | Aníbal Cavaco Silva | 2 595 131 | 46,09 |  |

### 2001
| Partido                                    | Candidato | Candidato | Candidato                  | Votos     | %     |  |
| ------------------------------------------ | --------- | --------- | -------------------------- | --------- | ----- |  |
| PS                                         |           |           | Jorge Sampaio              | 2 411 453 | 55,76 |  |
| PPD/PSD (apoiado pelo CDS-PP)              |           |           | Joaquim Ferreira do Amaral | 1 493 858 | 34,54 |  |
| Coligação Democrática Unitária (PCP e PEV) |           |           | António Abreu              | 221 971   | 5,13  |  |
| BE                                         |           |           | Fernando Rosas             | 128 927   | 2,98  |  |
| PCTP/MRPP                                  |           |           | António Garcia Pereira     | 68 577    | 1,59  |  |

### 2006
| Partido                                    | Candidato | Candidato | Candidato              | Votos     | %     |  |
| ------------------------------------------ | --------- | --------- | ---------------------- | --------- | ----- |  |
| PPD/PSD (apoiado pelo CDS-PP)              |           |           | Aníbal Cavaco Silva    | 2 758 737 | 50,64 |  |
| Independente                               |           |           | Manuel Alegre          | 1 127 472 | 20,70 |  |
| PS                                         |           |           | Mário Soares           | 781 513   | 14,35 |  |
| Coligação Democrática Unitária (PCP e PEV) |           |           | Jerónimo de Sousa      | 467 360   | 8,58  |  |
| BE                                         |           |           | Francisco Louçã        | 288 756   | 5,30  |  |
| PCTP/MRPP                                  |           |           | António Garcia Pereira | 23 740    | 0,44  |  |

### 2011
| Partido                                    | Candidato | Candidato | Candidato           | Votos     | %     |  |
| ------------------------------------------ | --------- | --------- | ------------------- | --------- | ----- |  |
| PPD/PSD (apoiado por CDS-PP e MEP)         |           |           | Aníbal Cavaco Silva | 2 231 603 | 52,95 |  |
| PS (apoiado por BE e PCTP/MRPP)            |           |           | Manuel Alegre       | 832 637   | 19,76 |  |
| Independente                               |           |           | Fernando Nobre      | 594 068   | 14,10 |  |
| Coligação Democrática Unitária (PCP e PEV) |           |           | Francisco Lopes     | 300 921   | 7,14  |  |
| PND                                        |           |           | José Manuel Coelho  | 189 091   | 4,49  |  |
| Independente                               |           |           | Defensor Moura      | 66 112    | 1,57  |  |

### 2016
| Partido                                      | Candidato | Candidato | Candidato                | Votos     | %     |  |
| -------------------------------------------- | --------- | --------- | ------------------------ | --------- | ----- |  |
| PPD/PSD (apoiado por CDS-PP e PPM)           |           |           | Marcelo Rebelo de Sousa  | 2 413 956 | 52,00 |  |
| Independente (apoiada por PCTP/MRPP e Livre) |           |           | António Sampaio da Nóvoa | 1 062 138 | 22,88 |  |
| BE (apoiada pelo MAS)                        |           |           | Marisa Matias            | 469 814   | 10,12 |  |
| Independente                                 |           |           | Maria de Belém Roseira   | 196 765   | 4,24  |  |
| PCP                                          |           |           | Edgar Silva              | 183 051   | 3,94  |  |
| Independente                                 |           |           | Vitorino Silva           | 152 374   | 3,28  |  |
| Independente                                 |           |           | Paulo de Morais          | 100 191   | 2,16  |  |
| Independente                                 |           |           | Henrique Neto            | 39 163    | 0,84  |  |
| Independente                                 |           |           | Jorge Sequeira           | 13 954    | 0,30  |  |
| Independente                                 |           |           | Cândido Ferreira         | 10 609    | 0,23  |  |

### 2021
| Partido                                    | Candidato | Candidato | Candidato               | Votos     | %     |  |
| ------------------------------------------ | --------- | --------- | ----------------------- | --------- | ----- |  |
| PPD/PSD (apoiado pelo CDS-PP)              |           |           | Marcelo Rebelo de Sousa | 2 531 692 | 60,66 |  |
| Independente (apoiada por PAN e Livre)     |           |           | Ana Gomes               | 540 823   | 12,96 |  |
| CHEGA                                      |           |           | André Ventura           | 497 746   | 11,93 |  |
| Coligação Democrática Unitária (PCP e PEV) |           |           | João Ferreira           | 179 764   | 4,31  |  |
| BE (apoiada pelo MAS)                      |           |           | Marisa Matias           | 165 127   | 3,96  |  |
| IL                                         |           |           | Tiago Mayan Gonçalves   | 134 991   | 3,23  |  |
| RIR                                        |           |           | Vitorino Silva          | 123 031   | 2,95  |  |

### 2026
| Partido | Candidato | Candidato | Candidato | Votos | % |
| ------- | --------- | --------- | --------- | ----- | - |